# نهر العرام
نهر العرام ينبع من سفوح جبل الشيخ في سوريا، من قرية عين نورية ويتجه إلى محافظة درعا ليمر بعدد من قرى المحافظة (دير العدس والصنمين والشيخ مسكين)، ويتجه بعد ذلك إلى نهر اليرموك ليصب في البحر الميت في الأردن، وفي السنوات الأخيرة أصبح اقرب مايكون للوديان الموسمية حيث يبدأ بالسيلان في أوائل الشتاء ويجف عند نهاية فصل الربيع، والسبب في ذلك لاجترار مائه بشكل غير شرعي من قبل قرى ريف دمشق ودرعا.